# کلیسای بارتوقیمئوس مقدس
کلیسای بارتوقیمئوس مقدس یا کلیسای بارتلمیوس مقدس (به ارمنی Սուրբ Բարդուղիմեոսի վանք - به انگلیسی Saint Bartholomew Monastery)، کلیسایی است متعلق به ارمنیان که در بین سده چهارم تا ششم ساخته شده‌است. این کلیسا در نزدیکی شهر «آداماکِرت» (باش قلعه امروزی) در ارمنستان غربی می‌باشد. کلیسا بر روی آرامگاه بارتوقیمئوس یا بِرتولُمای مقدس، (وی به همراه تادئوس بیان‌گذاران کلیسای حواری ارمنی می‌باشند) یکی از حواریون عیسی مسیح که برای تبلیغ مسیحیت به این منطقه آمده بود ساخته شده‌است.

## تاریخ
کلیسای بارتوقیمئوس مقدس، که بر اثر حملات عرب‌ها تخریب شده بود، در سده نهم میلادی مرمت و در سده سیزدهم میلادی، با الحاق بناهای جانبی، به یک مرکز علمی و مذهبی مهم تبدیل شد.
در ۱۸۹۶ میلادی، جنگ‌های بین فدایی ارمنی و نیروهای دولت عثمانی و گروه‌های کُرد حمیدیه در اطراف این کلیسا روی داد اما با همهٔ این رخدادها این کلیسا به حیات خود ادامه داد و تنها پس از کشتار و کوچ اجباری ارمنیان متروکه و قسمتی از آن تخریب شد.
سال‌ها ارمنیان و سایر مسیحیان برای زیارت آرامگاه بارتوقیمئوس قدیس به این کلیسا می‌آمدند اما پس از کشتار ارمنیان منطقه ارتش ترکیه، برای جلوگیری از زیارت این مکان، به بهانهٔ درگیری با کُردهای منطقه، نواحی اطراف این دیر را نظامی اعلام کرد و به دور آن سیم خاردار کشید و اجازهٔ نزدیک شدن به این دیر را به کسی نمی‌دهد.

## نگارخانه

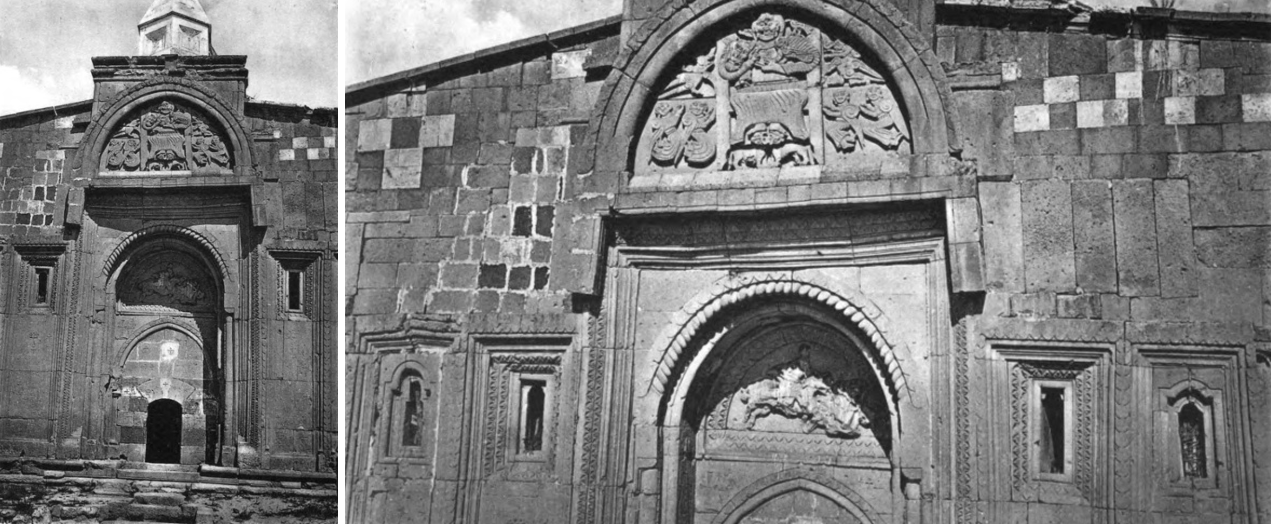
سردر کلیسا
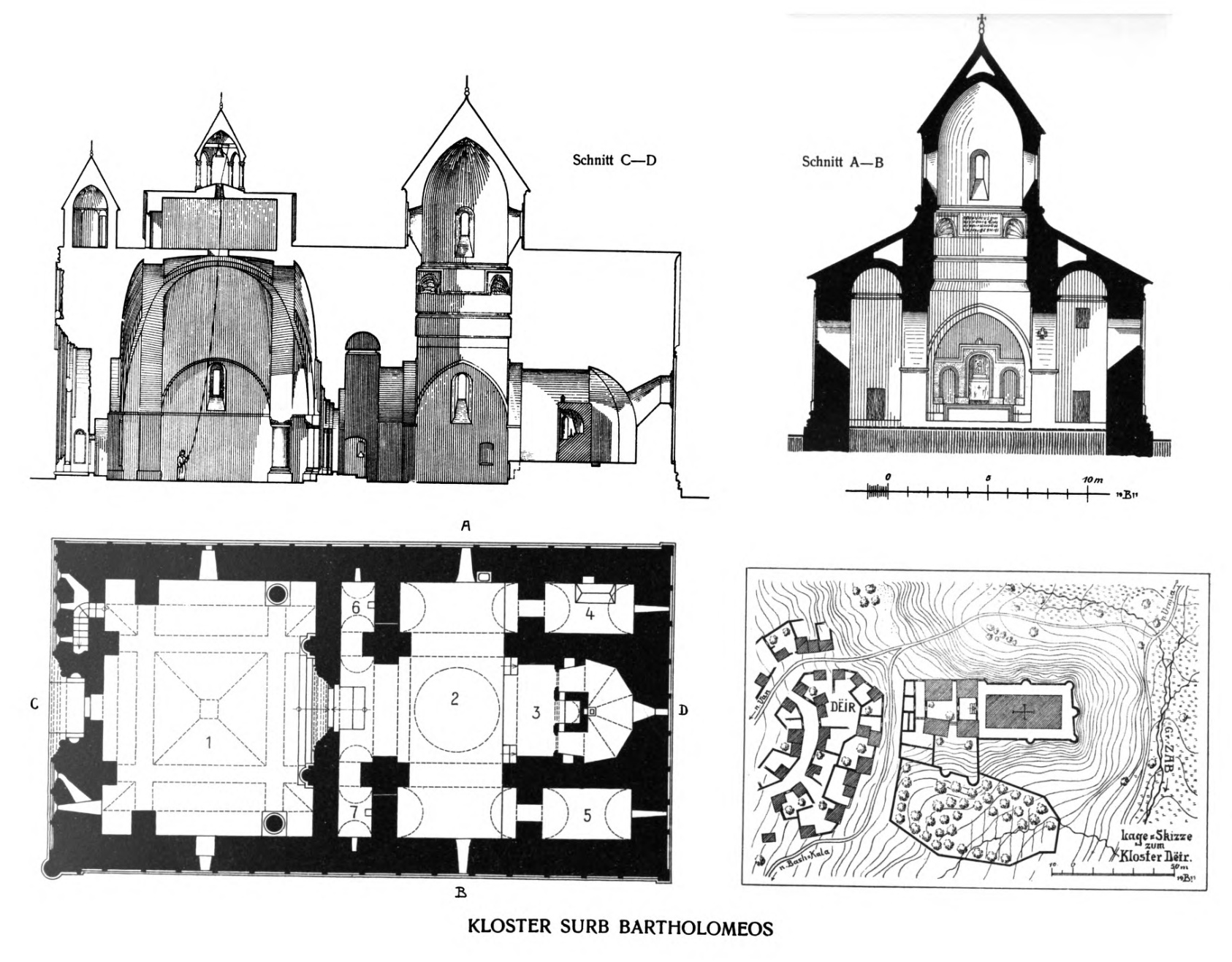
طرح کلیسا

## وضعیت کنونی
|                                                               |  |  |
| کلیسا در سال ۱۹۱۵ میلادی و باقی‌مانده کلیسا در سال ۲۰۰۹ میلادی |  |  |